# Korotkoje (obwód biełgorodzki)
Korotkoje (ros. Короткое) – wieś w Rosji, w obwodzie biełgorodzkim, w rejonie koroczańskim. W 2021 liczyła 386 mieszkańców.